# Baronía de Mitópoli
La Baronía de Mitópoli fue un feudo vasallo del Principado de Acaya. Según la versión aragonesa de la Crónica de Morea, fue fundada en 1209 por Guillermo de Champlitte y fue una de las 16 baronías feudales fundadas por el Príncipe, mientras que la versión griega de la Crónica menciona 12 baronías feudales en 1209. Ninguna fuente, salvo la versión aragonesa, la menciona; es seguro que en algún momento se convirtió en el feudo de la Baronía de Chalandritsa.
Según la versión aragonesa, fue entregada al caballero franco Guibert de Cors junto con cuatro feudos. Este se encontraba en la actual Acaya y Cors construyó el castillo de Mitópoli como residencia, aunque solo se conservan algunas ruinas en la actualidad. Cors se casó con Margarita, hija de Juan II de Nully, barón de Pasavant, y ocupó el feudo de Lisarea, cerca de Mitópoli. Tras la muerte de Cors en la batalla de Caridi, Margarita se casó dos veces, y su hija, también Margarita, vendió tierras de la baronía a Guido de Dramelay en 1280. Tuvo también un hijo, Guillermo de Cors.

## Biblipgrafía
- Bon, Antoine (1969), La Morée franque. Recherches historiques, topographiques et archéologiques sur la principauté d’Achaïe (en francés), París: De Boccard.

- Datos: Q16331839